# Jefim Fomin
Jefim Moisejevitj Fomin (ryska: Ефим Моисеевич Фомин, jiddisch: יפים מויסייביץ' פומין), född den 15 januari 1909 i byn Kolysjki i guvernementet Vitebsk i Kejsardömet Ryssland (nu Kalysjki i Ljozna rajon i Belarus), död den 26 juni 1941, var en sovjetisk politisk kommissarie i Röda armén. 
Fomin är känd för sin delaktighet i Försvaret av fortet Brest. Efter striden blev han arresterad av Wehrmacht och avrättad på plats som judisk, kommunist och politisk kommissarie.
Fomin föddes i en fattig ashkenazi-judisk familj i det judiska bosättningsområdet i Kejsardömet Ryssland. Hans föräldrar gick bort när han var ung och han uppfostrades därför på barnhem. År 1924 anslöt sig Fomin till Komsomol. Då var han 15 år gammal. Han arbetade på en skofabrik i Vitebsk och flyttade sedan till Pskov. Där skickades han till kommunistpartiets skola för att förbereda sig för en karriär som professionell partiarbetare. År 1930, när han var 21 år gammal blev Fomin medlem av det sovjetiska kommunistpartiet. När han kom tillbaka från skolan tilldelades han propagandist för kommunistpartiets Pskov-kommitté. 

## Armékarriär

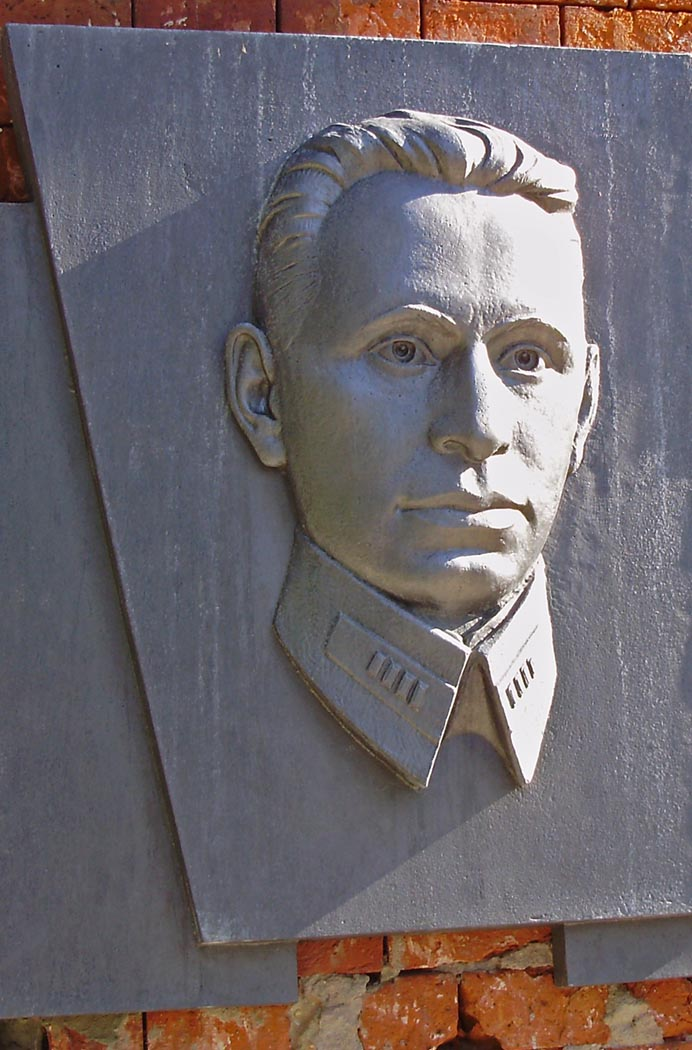
Fomins minnesmonument på vänster sida av den yttre fasaden på Cholmporten i fortet Brest.

1932 satte kommunistpartiet in Fomin i den sovjetiska armén, där han blev en politisk kommissarie och började ett militärt nomadliv där han reste till Pskov, Krim, Charkiv, Moskva och Lettland. 
I augusti 1938 utsågs Fomin till divisionskommissionär för den 23:e (Charkov) gevärsdivisionen. År 1940 var han stationerad i Daugavpils i Lettland. I mars, 1941 tilldelades han en regimentskommissär och sattes in i det 84:e gevärregementet i sjätte divisionen som var stationerad i Brest.
Den 21 juni 1941 ville Fomin resa till Daugavpils för att ta med sin familj till Brest, men han lyckades inte få en tågbiljett på grund av en stor mängd människor på järnvägsstationen. Den 22 juni befann sig Fomin i fortet Brest då Nazityskland inledde Operation Barbarossa, invasionen av Sovjetunionen. Som den enda högre befälhavaren närvarande tog han över kommandot av gruppen soldater som försvarade Cholm-porten. 
Striden om fästningen höll på i flera dagar. Fomin flyttades till den norra delen av fästningen Centralön där han fångades den 26 juni 1941. Fomin identifierades som  kommissarie och jude och på grund av Kommissarieordern avrättades han på plats nära porten till Cholmporten.

## Eftermäle
I januari 1957 tilldelades Fomin Leninorden för sin roll i försvaret av fortet Brest. I maj 1991, vid en återförening av veteraner från sjätte våldsdelningen, återkallades Fomins förändring till regementskommissarie postumtt och han återfick sin rang som avdelningskommissär. 